# Campeonato Mundial Femenino de Futsal de 2022 (AMF)
- El campeón actual, la selección femenina de fútbol de salón de  Brasil se desafilió de la AMF, lor lo tanto no pudo defender su título conseguido en el Campeonato Mundial Femenino de Futsal de 2017 (AMF).

El Campeonato Mundial Femenino de Futsal de la AMF 2022 fue la cuarta edición del Campeonato Mundial Femenino de Futsal de la AMF. La competición se celebró y se disputó en Colombia, desde el 24 de octubre de 2022 hasta el 30 de octubre del mismo año. El torneo fue organizado por la Federación Colombiana de Fútbol de Salón (Fedefutsal) y la Asociación Mundial de Futsal (AMF). En este certamen participaron 12 selecciones nacionales y su sede fue el municipio de Mosquera, Cundinamarca. Este fue el primer mundial que se disputó y se desarrolló en el marco de la guerra deportiva entre la AMF vs. FIFUSA por el dominio del fútbol de salón luego de la división que se generó por la refundación de la FIFUSA a mediados del año 2022 separándose de la política de la AMF.
Es la cuarta vez que Colombia fue escogida para albergar un torneo mundialista de la AMF, luego del Mundial 2011 en Bogotá, Bello, Bucaramanga y Villavicencio, el Mundial Femenino 2013 en Barrancabermeja, Santander y el Mundial Sub-20 2018 en Valledupar, César.
La final fue disputada en el Nuevo Coliseo Municipal de Mosquera (Mosquera) con asistencia de 3.700 espectadores, siendo Colombia el ganador ante Canadá por 12-0 convirtiéndose en la final con el resultado más abultado y también con la mayor cantidad de goles vistos hasta la fecha de un mundial femenino. 
También, como dato no menor, es la final más aplastante vista hasta el momento en todas las finales de todas las categorías de la AMF, con la mayor cantidad de anotaciones vistos en una final. Además es el mundial con la mayor cantidad de goles marcados en una edición mundialista en la rama femenina.

## Elección de la sede
- Brunéi: El 5 de agosto del 2021 circularon rumores acerca de que Brunéi fuera escogida como sede del mundial femenino. Al final está idea y propuesta del país asiático fue totalmente descartada y rechazada por la AMF.[2]
- Colombia: Meses después, Colombia es elegida como sede del mundial femenino de futsal para el 2022[3] por la AMF y la decisión fue tomada en noviembre del 2021, mientras se desarrollaba el mundial sub-15 en Paraguay.[4][5]

Luego de que Colombia fuera escogida como sede por la AMF, después de un tiempo escogieron la sede principal del mundial femenino el cual fue el municipio de Mosquera del departamento de Cundinamarca.
- Cundinamarca:  Mosquera

## Antecedentes

### Postergamiento por COVID-19
Originalmente este mundial debía desarrollarse en 2021, no obstante, la COVID-19 y la pandemia mundial paralizó al mundo a una escala global en el 2020 y esto causó que el mundial femenino se viera afectado y se suspendiera hasta nuevo aviso.
Luego a finales del 2021, la situación había mejorado, tanto que la AMF podía desarrollar un mundial y había dos opciones: el mundial sub-15 o el femenino. Finalmente la AMF llevó a cabo el torneo juvenil debido a que ya tenían la sede definida (Paraguay), aplazando el mundial femenino al 2022.

### Rumores de la sede a Brunéi
A mediados de agosto del 2021, empezaron a circular rumores de que Brunéi iba a ser el país anfitrión del certamen femenino para el 2022. La decisión del país anfitrión se debía tomar en los próximos meses en el congreso del mundial sub-15.
Después de un tiempo, en el congreso del mundial sub-15 la idea y propuesta de que Brunéi fuera anfitriona fue totalmente rechazada, descartando por completo la posibilidad de que un país asiático acogiera el mundial femenino por primera vez.

### Reelección de Rolando Juan Alarcón Ríos
A finales de 2021, más específicamente en noviembre mientras se desarrollaba el mundial Sub-15 en Paraguay se realizaron las elecciones presidenciales de la AMF. Por un lado estaba Rolando Juan Alarcón Ríos buscando su sexto mandato y por el otro bando Bonettini deseaba ser presidente con Manuel Sánchez Aguirre como vicepresidente. Al final ganó Alarcón y sumo su sexto mandato como presidente de la AMF 2021-2025 y aquí fue un punto de inflexión porque esto no fue bien visto por Bonettini y Sánchez quienes luego de meses se fueron de la AMF para refundar a la FIFUSA.

### Colombia sede mundialista
Luego de disputarse el mundial sub-15 en Paraguay a finales del 2021, se habían seleccionado las sedes de los mundiales que se iban a llevar a cabo en 2022. 
Una de ellas era la del torneo femenino y la AMF designó a Colombia para que tuviera la responsabilidad de llevarlo a cabo y también se escogió a Chile como sede para el mundial sub-17, cosa que al final no se dio ya que Chile perdió la sede y se aplazó el torneo para el 2023.
Después, a inicios del 2022 se hizo oficial que el mundial se iba a realizar en Colombia a mediados de septiembre. 
Cuando ya era agosto del presente año, se informó que Mosquera acogería la organización del mundial femenino en Colombia el 29 de agosto del 2022 en sus redes sociales, como también fueron escogidas las fechas del torneo del 24 al 30 de octubre.

### División en el microfútbol colombiano: FCFS vs. ACFS
Un año antes, en Colombia, se fundó la Asociación de Clubes de Fútbol de Salón (ACFS), la cual tiene como objetivos hacerle competencia a la Federación Colombiana de Fútbol de Salón (FCFS) y reunir a todos los clubes de fútbol de salón colombiano que no estuvieran compaginados y en el mismo lineamiento de la FCFS y de la AMF.
Así pues, la ACFS creó la SuperLiga de Microfútbol Masculina y Femenina, con la intención de desarrollar un contrapeso a la Liga Nacional Betplay de fútbol de salón de ambas categorías. Esto causó una división en el microfútbol colombiano, ya que uno era apoyado por la AMF y el otro era independiente de carácter sindicalista.
Luego de un tiempo, la ACFS pasó a llamarse la Asociación Colombiana de Clubes de Fútbol de Salón debido a que fue avalada para representar a Colombia como país en competencias deportivas internacionales creadas y reconocidas por la FIFUSA, pero debía tener la palabra clubes en su organización porque no tenían un aval y el reconocimiento del ministerio del deporte y del comité olímpico colombiano.

### Altercado en el torneo Zona Sur
En el día 7 de abril del 2022 se presentó un fuerte altercado por una gran y acalorada discusión en la semifinal entre los equipos Simón Bolívar, de Paraguay y el Colorado, de Brasil; los grandes incidentes que se registraron en ese partido llevaron a la suspensión inmediata del mismo con fuertes y drásticas futuras sanciones para los implicados.
La Asociación Mundial de Futsal decidió suspender a ambos equipos de la competencia y declarar a José Meza, otro equipo paraguayo, campeón del torneo, ya que estaba clasificado para la final tras vencer en su llave semifinalista a Jave, un equipo uruguayo, a quien se le otorgó el tercer lugar en el torneo. También José Meza y Jave fueron elegidos para representar a la Zona Sur en la Copa de las Américas ya que está competencia era un clasificatorio a este torneo próximo a realizarse. 
También para Colorado y Simón Bolívar recibieron unas fuertes sanciones económicas por los incidentes que se presentaron ya que no iba con los lineamientos de la AMF. Mientras que la Federación Paraguaya de Fútbol de Salón (FPFS) aceptó la decisión, la Confederación Brasileña de Futsal (CFSB) protestó por las supuestas injustas medidas aplicadas sobre este percance.
Esto iba a generar semillas de discordia entre la AMF contra la CFSB y posteriormente con los que no estaban de acuerdo con los dirigentes y jugadores que no estaban alienados con sus administraciones, manejos y políticas. Estas diferencias en el futuro se iban a terminar acrecentando y aflorando, afectando más adelante todo el desarrollo de este mundial femenino.

### Desarrollo de torneos intercontinentales
Posteriormente, se realizaron dos torneos intercontinentales en Colombia y esto no fue reconocido por la AMF quien se pronunció al respecto por todo esto. Dichos torneos fueron organizados por los directivos y las organizaciones sindicalistas y allí participaron los equipos independientes fuera de los lineamientos de la AMF, entre ellos, el equipo Colorado de Brasil luego de los incidentes sucedidos en el torneo Zona sur.
Uno fue denominado "La Copa Centenario Internacional de Clubes de Fútbol de Salón donde quedó campeón el club de Barrancabermeja FSC y el otro fue llamado Continental Cup Clubes de fútbol de salón donde el campeón fue el conjunto de Bga 400 años. ambos siendo locales en sus respectivos torneos y campeones de los mismos venciendo en la final a otros equipos colombianos (Tuluá FS y Piratas del Tibú).
.

### Desafiliación de Argentina y Brasil de la AMF
La CAFS y la CFSB rompieron relaciones con la AMF y decidieron ser independientes manifestando que los representantes de la AMF debían dimitir y renunciar, ya que según ellos, la AMF no representaba los valores de la FIFUSA original.
Con esto presente la CAFS y la selección argentina se abstuvo de asistir tanto del mundial femenino de 2022 en Colombia como del mundial sub-17 en Chile.
Luego de su radical decisión, el técnico argentino Federico Pérez y la jugadora capitana Anita Ontiveros renunciaron a la CAFS a mediados de septiembre, declarando que no estaban de acuerdo con la decisión que tomó la organización albiceleste.
Por su parte Brasil tenía diferencias con la AMF luego de lo sucedido en el torneo sudamericano de clubes zona sur. Así que ese fue el detonante por lo que llevó a Brasil independizarse por completo.

### Renacimiento de la FIFUSA
El 23 de julio se llevó a cabo la reactivación de FIFUSA y la ACFS; la CAFS y la CFBS dieron su total respaldo y aprobación por conflicto de intereses.
A mediados del 2021 se reactivó la FIFUSA separándose de la AMF dando origen a una nueva etapa en este deporte. Este es el primer mundial que organiza la FIFUSA en su segunda etapa: el Mundial Femenino FIFUSA 2023 rivalizando contra el Mundial Femenino AMF 2022, dando inicio a la guerra AMF vs. FIFUSA por el dominio y control del fútbol de salón.
Originalmente el mundial estaba programado del 4 al 11 de noviembre de 2022 que después se trasladó del 12 al 20 de noviembre del mismo año, aunque circularon rumores de que el torneo era del 12 al 17 de noviembre.
Sin embargo el torneo se aplazó para el 2023 adulando que hacían falta equipos participantes para realizar el torneo mundialista suspendiendo el mundial a 15 días de haberse escogido el calendario definido cuando 5 de las 8 selecciones que iban a participar habían declinado su opción de disputar el torneo femenino.
En un principio se habían presentado 8 selecciones interesadas en participar en el torneo mundialista femenino los cuales fueron los siguientes:
- Argentina (Anfitrión)
- Bangladés
- Bolivia
- Brasil
- Chile
- Colombia
- Francia
- Paraguay

Desgraciadamente, por falta de equipos participantes lo aplazaron para el 2023. Después de un tiempo, según FIFUSA, varias selecciones mostraron interés en participar en el mundial pero a fin de cuentas solo pudieron reclutar a diez selecciones para el mundial femenino, realizándose el sorteo el 13 de febrero del 2023 y el mundial se llevó a cabo desde el 5 de marzo hasta el 11 del mismo mes.
- Argentina (Anfitrión)
- Australia
- Bolivia
- Brasil
- Chile
- Colombia
- Estados Unidos
- Francia
- México
- Paraguay

Al final la selección femenina de Brasil se coronó campeona derrotando en la final 2-1 a la local y anfitriona Argentina y Colombia se quedó con el tercer lugar venciendo 4-3 a Australia.

### Desafiliación de la FEF
A mediados de agosto, luego de la creación de la FIFUSA, la Federación Europea de Futsal comenzó a promocionar mediante sus plataformas y redes sociales el mundial femenino de la FIFUSA que se disputará en Argentina en 2023. Se puede deducir que la Federación Europea de Futsal se unió y apoya a la FIFUSA yendo en contra de los intereses la AMF.
Esto podría significar que se haya desafiliado de la AMF y por ende, la mayoría de las asociaciones miembro de la organización europea ya no están en la AMF. Afortunadamente, Cataluña respalda a la AMF y por otra parte Francia está dividida entre las dos organizaciones.
Se confirma que la FEF se habría desligado de la AMF a mediados del 2022, por ahí entre junio del mismo año, mucho antes que se desarrollara los dos torneos continentales que realizó la FIFUSA, para contrarrestar a la AMF.

### Nacimiento de la AFEFS
En consecuencia a la desafiliación de la FEF, la AMF a mediados de junio del 2022, creó una nueva organización europea llamada AFEFS (Asociación de Federaciones Europeas de Fútbol de Salón) con el fin de tener un orden con las federaciones europeas de futsal que están bajo su administración.
Esta organización se hará cargo de los torneos europeos bajo la estricta y rigurosa supervisión de la AMF para que no suceda nada similar a los rompimientos diplomáticos que ha tenido la AMF con la Federación Europea de Futsal y con la Unión Europea de Futsal en un período de 6 años.

### El futsal en Europa fracturado
Debido a esto, los países miembros que estaban en la Federación Europea de Futsal se desafiliaron de la AMF como España, Francia, Rumania o Rusia la acompañarán y países miembros como Cataluña, Italia o Suiza se mantuvieran fieles a la AMF. 
En el caso de Francia, luego de que la Asociación Francesa de Futsal apoyará a la FIFUSA y a la FEF, la Federación Francesa de Futsal y la AMF llegaron a un acuerdo para que ella representara a Francia en los torneos venideros, y este iba a ser el primer torneo a nivel de selecciones femenino en el cual la UNCFS simbolizó a Francia, rivalizando de ahora en adelante con al AFF por el futsal francés.

### La FEVEFUSA en la cuerda floja
Según este artículo, antes de que se confirmara los equipos participantes del mundial femenino de futsal en Mosquera, a mediados de septiembre se puso en tela de juicio la afiliación de Venezuela a la AMF por el efecto de la reactivación de FIFUSA.
La AMF a inicios de septiembre, no reconocía a la directiva de la Federación Venezolana de Fútbol de Salón, al darle el aval a Jaime Duran como único representante de la misma, como castigo a la alta traición de los otros directivos a su organización.
Esto puso en duda la participación de Venezuela en el mundial femenino que se iba a desarrollar en octubre del mismo año. Afortunadamente para la AMF, Venezuela disputó el torneo orbital sin ningunos inconvenientes que implicaran la desafiliación total hacia la AMF. 
Se puede suponer que o habrá llegado a un acuerdo con los implicados o lo más probable es que la FEVEFUSA haya expulsado a todos estos directivos a tiempo para que su organización siguiera en la Asociación mundial de futsal y pudiera disputar todos sus torneos sin problema.

### Venezuela tiene una nueva organización
La selección Venezuela va a participar en la cuarta edición del mundial en Colombia y esta vez lo hará posiblemente bajo una nueva organización deportiva llamada Venezuela Futsalón AMF. Esto va de la mano del reciente detrimento tanto deportivo, empresarial, económico y/o administrativo de la Federación Venezolana de Fútbol de Salón luego de los incidentes y percances que se presentaron en la organización venezolana antes de desarrollarse el mundial de futsal femenino en Mosquera, Colombia en 2022.
En resumen, se cree que Venezuela estuvo a un paso de abandonar la AMF y pasarse a la FIFUSA por parte de los directivos. Sumado a eso el fracaso de Venezuela al ser delegada por la AMF meses atrás para llevar a cabo el mundial sub-17 en Caracas para luego fracasar en la previa inspección técnica que de aprobarla, habría sido confirmada como sede oficial absoluta.
Se debió haber generado una grieta y la Fevefusa perdió mucha credibilidad y confianza y por esto la AMF decidió quitarle la jurisdicción de representar a Venezuela en los torneos nacionales e internacionales de futsal de la AMF y le dio la confianza a la nueva organización de futsal (Venezuela Futsalón AMF) el cubrir de una manera más eficiente sus competencias ya que en la Fevefusa siempre había mucho desorden de todo tipo y esto último fue la gota que derramó el vaso causando la ruptura.
En conclusión la Fevefusa fue expulsada de la AMF por sus problemas internos en sus administraciones en los últimos años. También por la corrupción manejada por los directivos de la misma y su acercamiento a la FIFUSA. Y por último la pica cobertura, seriedad y compromiso de la Fevefusa con los torneos nacionales en su país.

### Bangladés se reintegró a la AMF
La Asociación de Futsal de Bangladés (BFA), en inglés: Bangladesh Futsal Association, manifestó su interés en participar en el mundial femenino que iba a realizar la FIFUSA cuando estaba programado en noviembre de 2022. Estaba clasificada y anunciada para participar junto a Argentina, Brasil, Colombia, Paraguay, Francia, Chile y Bolivia. Sin embargo por falta de selecciones postergaron el mundial para el siguiente año. 
La FIFUSA manifestó que habían suspendido y aplazado el torneo orbital supuestamente por la logística debido a la falta en vuelos de avión ya que las aerolíneas estaban ocupadas y ajetreadas por los viajes de muchas personas de todo el mundo a Catar debido al mundial de fútbol que ese año que estaba por jugarse a mediados de noviembre y diciembre. 
Luego de un tiempo, a finales de enero y comienzos de febrero confirmaron a los 10 equipos participantes que iban a estar presentes en el mundial. Por alguna extraña razón no estaba Bangladés entre los clasificados y se creía que no pudo ir por los problemas de visa que tienen los países asiáticos, como Pakistán en el mundial del 2019 en Argentina.
Mucho tiempo después, a mediados de agosto del 2023, Bangladés anunció en sus redes sociales su apoyo al mundial en México del mismo año. Lo que podría significar que la organización deportiva de Bangladés fue engañada y casi es estafada por la FIFUSA haciéndole creer que la AMF llevaría a cabo el mundial femenino en Argentina ya que la FIFUSA mediante una carta solicitó la presencia de selecciones nacionales en sus torneos usando la firma y el sello de la AMF.
Afortunadamente se deduce que la AMF le avisó de antemano a Bangladés que no iba a realizar otro torneo mundialista femenino en Argentina ya que lo acababa de realizar en octubre de 2022 en Mosquera, Cundinamarca en el país de Colombia. Al enterarse de lo acontecido, Bangladés debió haberse retirado de participar en ese torneo y siguió bajo el estatuto de la AMF.

### Consecuencias de la división
Después de este mundial, se puede marcar un punto de partida, inflexión auge y quiebre, retomando y reactivándose la guerra de futsal y esta vez sería entre AMF vs FIFUSA, no dejando a un lado a FIFA por intereses deportivos y extradeportivos sobre el futsal, buscando el dominio del mismo.
Esto trajo como consecuencia que Brasil, el campeón defensor, y Argentina, el subcampeón de la pasada edición, no presentaran sus equipos femeninos a este mundial y la FIFUSA organizara su propio mundial femenino. 
Esto llevó a que otros países tuvieran dos organizaciones de este deporte, luchando por la supremacía y el dominio del futsal y que cada una acogiera a FIFUSA o AMF: (Colombia, Paraguay, Bolivia, Australia, Chile, Estados Unidos, Francia, Pakistán, México, Canadá y Venezuela); y también conjuntos como Bangladés, Brasil y Argentina apoyen a la FIFUSA al 100% mientras que Cataluña e Italia  este bajo la AMF, solo teniendo una organización en su nación. 
Ya que se presentó un resquebrajamiento en las relaciones entre la AMF con asociaciones como Brasil y Argentina, Colombia quedó como el candidato máximo para ganar este mundial femenino y muy por debajo otras selecciones como Venezuela, Paraguay o Cataluña eran candidatos a ganar el mundial en menor medida.

## Sede
La sede en la que se llevó a cabo el mundial fue en Mosquera, en Colombia y el estadio en el que se desarrollaron todos los partidos del torneo fue el Nuevo Coliseo Municipal de Mosquera.
| Mosquera                            |
| Nuevo Coliseo Municipal de Mosquera |
| Capacidad: 3.700                    |
|                                     |

## Calendario
Este fue el calendario de los partidos del mundial:
| FG | Fase de grupos | 9°-12° | Eliminados FG | CF | Cuartos de final | SF | Semifinales y Eliminados QF | F | Finales |

| Octubre de 2022        | 24 Lun | 25 Mar | 26 Mié | 27 Jue     | 28 Vie | 29 Sáb | 30 Dom |
| ---------------------- | ------ | ------ | ------ | ---------- | ------ | ------ | ------ |
| Fase (no. de partidos) | FG (6) | FG (6) | FG (6) | 9°-12° (2) | CF (4) | SF (4) | F (4)  |

## Símbolos

### Logo
Este es el logo del mundial femenino de futsal de la AMF que se usó para este certamen. Es un escudo rosado y en todo ese escudo está escrito el nombre oficial del torneo en un fondo totalmente morado mientras que la palabra femenino está escrita en una cinta amarilla en el centro del escudo por encima de un balón que está en la parte baja del escudo en el centro.
Este es el afiche que se usó para promocionar el torneo mundialista. Anunció las fechas en la cual se iba a disputar el mundial, como también mostró la cantidad de participantes junto con la mascota del torneo.

### Balón

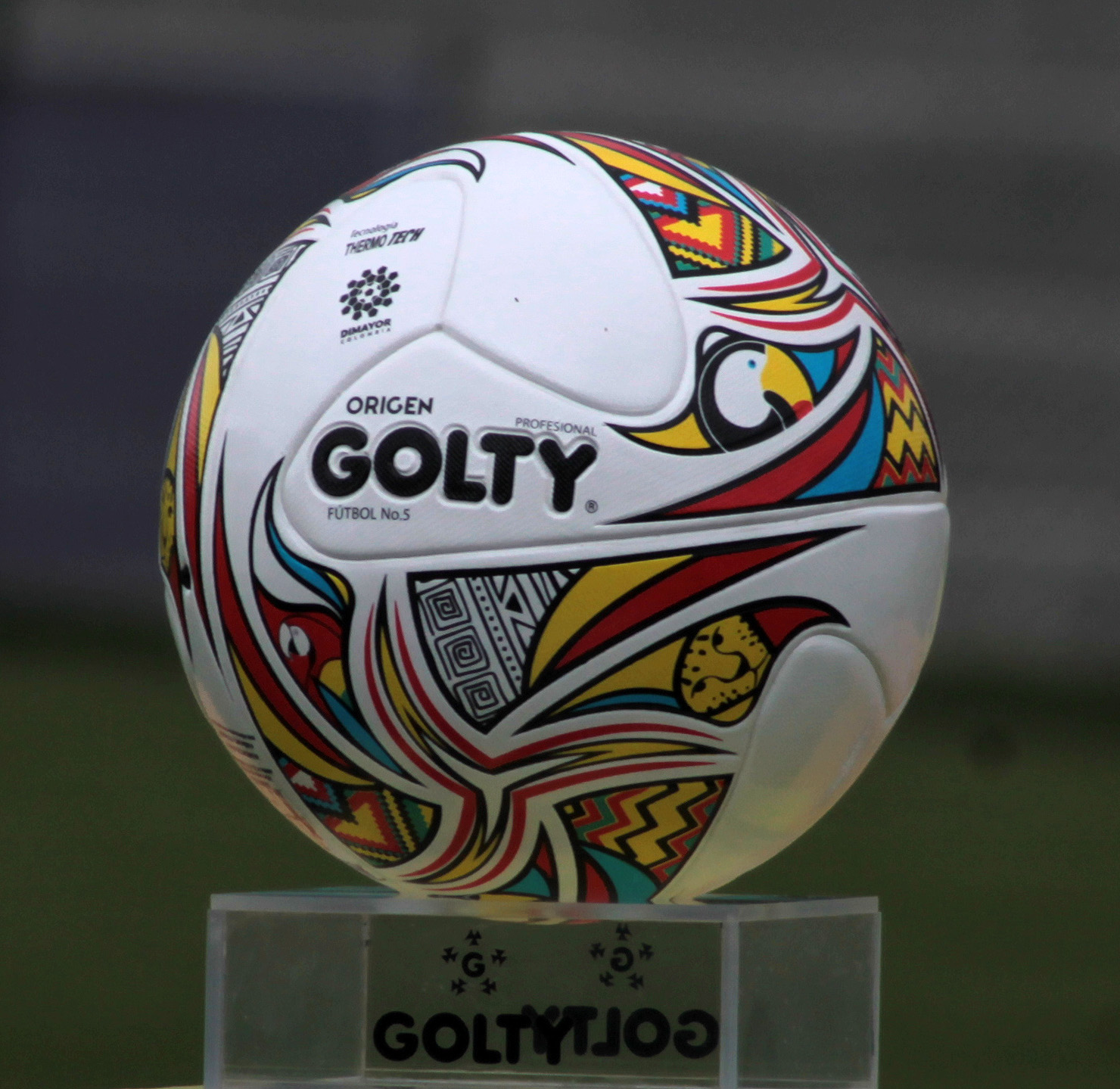
Origen, el balón oficial del mundial.

El balón que se usó en el mundial de futsal fue el Golty Origen, elaborado para la Federación Colombiana de Fútbol de Salón (FCFS) y la Asociación Mundial de Futsal (AMF). Es similar al balón que usa la Dimayor en el fútbol profesional colombiano en los torneos de Colombia: Primera A, Primera B y Copa Colombia.

### Mascota
Las mascotas del mundial son dos y sus nombres son Duna, quien es la mascota principal del mundial y Máxima es la mascota del Indeportes Cundinamarca.
Duna es una comadreja y es la mascota del cuarto mundial femenino de futsal de la AMF. Ella representa el desierto, la diversidad de su fauna y demuestra la perseverancia y el respeto entre los niños jóvenes y adultos.
Máxima es un tipo de tigrillo lanudo u oncilla. En el 2020 no tenía un nombre hasta que el público cundinamarques decidió por voto el nombre de Máximo. En el mundial femenino de futsal 2022, decidieron feminizar a la mascota de Indeportes Cundinamarca colocándole el nombre de Máxima.

### Distinción a Jaime Arroyave Rendón
En ocasión de la apertura del cuarto Campeonato Mundial Femenino de fútbol de salón, el microfútbol de Colombia tributó un merecido y emotivo homenaje a quien es el padre de este deporte, Don Jaime Arroyave Rendón.
El homenajeado, en compañía de su hija, recibió el reconocimiento en el mismo Coliseo Municipal de Mosquera, en la parte de mayor voltaje de emoción que registró la histórica jornada.
La entrega de la distinción estuvo a cargo de Cristóbal Estupiñán, titular actual de la Federación Colombiana de fútbol de salón, que lo tuvo a don Jaime como su primer presidente, fundador y realizador de grandes eventos de todo tipo, a partir del sudamericano cumplido en el año 1979 en el Estadio Campincito de Bogotá.

### Transmisión
Uno de los aspectos más destacados de la organización fue la transmisión en vivo de todos los juegos del torneo a través de los canales de Televisión Públicos y Regionales. Todos los partidos de la selección colombiana, las semifinales y el partido por el tercer lugar y la final fueron transmitidos por Señal Colombia. El resto de partidos fueron pasados por la página de Facebook y YouTube de la Federación Colombiana de Fútbol de Salón y la página RTVC Colombia.

## Sistema de juego
Los 12 equipos participantes se dividen en tres grupos de cuatro equipos cada uno. Dentro de cada grupo, cada equipo jugó tres partidos, uno contra cada uno de los demás miembros del grupo. Según el resultado de cada partido se otorgan dos puntos al ganador, uno a cada equipo en caso de empate y ninguno al perdedor. 
Divididos en 3 grupos, los 12 equipos se enfrentaron entre sí en tres fechas, clasificándose los 2 mejores de cada grupo más los dos mejores terceros. Los equipos eliminados en fase de grupos disputaron los partidos de ubicación de los últimos lugares, teniendo en cuenta sus puntos y su diferencia de gol.
Con un total de 8 equipos clasificados a cuartos de final, se llevaron a cabo enfrentamientos con eliminación directa. Los perdedores de estos enfrentamientos continuaron jugando para definir los puestos del quinto al octavo; por otro lado, los ganadores de cada llave se vieron en semifinales para definir los dos mejores equipos del mundial, quienes jugaron para conocer al campeón del certamen.
Las 12 selecciones nacionales disputaron los partidos de la fase de grupos del 24 de marzo al 26 de marzo de 2022. Los clasificados a la siguiente fase jugaron los cuartos de final los días 28 de octubre de 2022. Los cuatro ganadores afrontaron los partidos correspondientes a las semifinales y los enfrentamientos de las semifinales del quinto al octavo lugar se desarrollaron el 29 de octubre 
Los perdedores de las semifinales del quinto al octavo puesto se cruzarán por en un partidos por el séptimo lugar y los ganadores por el quinto lugar. Los perdedores de las llaves de semifinales se enfrentaron en el partido por el tercer puesto y los ganadores disputaron la final, todos jugados el 30 de octubre.
Pasan a la siguiente ronda los dos equipos de cada grupo mejor clasificados y los dos mejores terceros. El orden de clasificación se determina teniendo en cuenta los siguientes criterios, en orden de preferencia:
1. El mayor número de puntos obtenidos teniendo en cuenta todos los partidos del grupo.
2. La mayor diferencia de goles sumados teniendo en cuenta todos los partidos del grupo.
3. El mayor número de goles a favor anotados teniendo en cuenta todos los partidos del grupo.
4. El partido implicado de las selecciones involucradas del grupo.
5. Sorteo de la Asociación Mundial de Futsal

La segunda ronda incluye todas las fases desde los Cuartos de final hasta la Final. El ganador de cada partido pasa a la siguiente fase, y el perdedor queda eliminado. En el partido final el campeón obtiene el trofeo del campeonato mundial de futsal.
Si luego de los 40 minutos de juego el partido se encuentra empatado, se juega una prórroga de dos etapas de 5 minutos cada una. Solo el tiempo extra aplica en instancias relevantes como las semifinales, el tercer puesto y la gran final. Si el resultado sigue empatado tras este tiempo extra, el partido se define por tiros desde el punto penal en una tanda de tres lanzamientos para cada equipo y el equipo que menos falle será el ganador.
Si después de esta definición persiste el empate, se recurre a la ejecución de un nuevo lanzamiento por cada equipo, repitiéndose hasta que un equipo aventaje al otro habiendo ejecutado ambos el mismo número de tiros.

## Desarrollo del Campeonato

### Previa del mundial
Con la no participación de los recientes finalistas de la pasada edición, Brasil y Argentina, Colombia se perfilaba como el candidato número uno para llevarse el trofeo. También eran candidatos un escalón más abajo Venezuela, Paraguay y Cataluña.

### Tabla Candidatos Mundial
Nivel Excelente: Colombia
Nivel Alto: Venezuela, Paraguay, Cataluña
Nivel Aceptable: Uruguay, Chile, Ecuador
Nivel Bajo: Francia, Australia
Nivel Pésimo: Bolivia, Canadá, Perú
Colombia representada por la Federación Colombiana de Fútbol de Salón, organizó por cuarta vez un evento orbital de la disciplina. En vista de lo anterior se escogió como sede del torneo el municipio Mosquera.
Los clasificados a la final, Colombia y Canadá jugaron la final en el Nuevo Coliseo Municipal de Mosquera ante unos 3.700 espectadores y la presencia de la ministra de Deporte María Isabel Urrutia. Colombia venció a Canadá por 12-0 siendo el resultado más abultado y la final con más goles, tanto femenino como en general de la final de un mundial de futsal, recibiendo mucho apoyo por parte de la afición.
En este mundial sorprendió el dominio tan marcado de Colombia sobre las demás selecciones como también Canadá accediendo a la gran final y también se destaca las participaciones de Ecuador y Chile. Venezuela, Uruguay y Cataluña cumplieron con las expectativas de acceder a la siguiente fase aunque por parte de las catalanas se esperaba que pasarán en una mejor posición.
Decepcionó el desempeño de Paraguay, Francia y Australia, quienes quedaron a deber debido a que se esperaba que pasaran a la siguiente fase ya que tenían un recorrido en los anteriores mundiales. De Perú sorprendió la victoria ante Francia en su primer mundial a pesar de quedar fuera y no generó ninguna sorpresa la eliminación de Bolivia registrando los peores números de una selección femenina en un mundial de esta categoría.

### Fase de grupos
Del 24 al 26 de octubre se disputaron los 18 partidos correspondientes a la fase de grupos destacando varias cosas.
En el grupo A sobresale el liderato de Venezuela ganando todos los partidos a pesar de los 9 años de inactividad de participaciones mundialistas y de clubes además de los problemas administrativos de la FEVEFUSA. También sorprendió la clasificación de Chile a la siguiente fase en segundo lugar siendo su primera vez superando a Cataluña, quien a pesar de clasificar a la siguiente fase no cumplió la expectativa de pasar en el primer o segundo lugar. Mientras que Bolivia consiguió los peores números de una selección en fase de grupos con 44 goles en contra y tan solo un gol a favor.
En el grupo B se distingue la contundencia de Colombia obteniendo el primer puesto triunfando en sus partidos por goleada sin recibir goles en contra. Sorprendió la clasificación de Canadá y Uruguay a cuartos de final ya que en 2013 quedaron en primera fase, siendo últimos en sus respectivos grupos. Superaron a Australia, quien decepcionó en quedar último del grupo a pesar de obtener una victoria sobre Canadá ya que se esperaba que pasara segundo por su experiencia, debido a que ha asistido a las demás citas mundialistas.
En el grupo C sorprendió la clasificación de Ecuador, invicto y saliendo líder del grupo en su primer mundial superando a la favorita Paraguay dejándola en el segundo puesto como también la eliminación de Francia al perder frente a la albirroja y a las dos selecciones debutantes sin obtener ningún punto, teniendo experiencia tras el mundial pasado. Además también hay que destacar el primer triunfo de la selección peruana en su primera participación mundialista a pesar de su nivel bajo y limitaciones deportivas.

### Segunda fase
En los partidos de definición de los conjuntos eliminados de fase de grupos, Australia derrotó a Perú 6-0 y Francia goleó a Bolivia 7-0 respaldando su favoritismo, mostrando y haciendo notar la diferencia de niveles que había entre las selecciones eliminadas de fase de grupos.
En la siguiente fase Venezuela superó a priori a la selección charrúa 2-1 marcando el gol de la victoria 20 segundos cronometrados antes de que terminara el encuentro, evitando así la prórroga, retornado a los cuatro mejores tras 9 años de ausencia. Colombia apabulló a Paraguay por 9-0. Esto provocó que después de finalizado el mundial la F.P.F.S expulsara de su confederación a las jugadoras y al cuerpo técnico luego de los resultados obtenidos, fracasando tras no acceder a las semifinales como el mundial pasado. En un vibrante partido, Cataluña venció a Ecuador por 8-6 volviendo a las semifinales tras 14 años mientras que Canadá accedió por primera vez a semifinales ganando 6-2 a su similar de Chile clasificando por primera vez a una semifinal.
En partidos de clasificación del quinto al octavo lugar Paraguay derrotó 2-1 a Uruguay y Ecuador ganó en los penales 2-0 ante Chile luego de igualar 4-4 en el tiempo reglamentario. Al siguiente día Uruguay le ganó a Chile 2-1 y obtuvo el séptimo lugar y Ecuador se quedó con el quinto puesto luego de vencer por penales 4-3 a Paraguay después de empatar 3-3 en el tiempo reglamentario. 
En las semifinales, Colombia goleó sin problemas a Venezuela por 6-0, asegurando su pase a la final repitiendo como en 2013, mientras que Canadá consiguió sobreponerse en la tanda de penales 2-1 ante Cataluña luego de igualar 2-2 en el tiempo reglamentario y en la prórroga, en una montaña rusa de emociones, accediendo a la final por primera vez.
En el partido por el tercer lugar Venezuela volvió a golear a Cataluña por 3-0, obteniendo la medalla de bronce y luego en la gran final, ante unas 3.700 personas Colombia aplastó a Canadá por 12-0, defendiendo y ratificando su favoritismo como único candidato para ganar el mundial, conquistando su segundo título mundialista en tierras cafeteras y conservando su valla invicta y marcando 55 anotaciones, siendo la mayor cantidad de goles marcados superando su propia marca en el 2013 de 49 goles.

## Equipos participantes
En cursiva, los equipos debutantes.
En negrita, el equipo anfitrión.
| Confederación                                                   | Selección      | Clasificación                  |
| --------------------------------------------------------------- | -------------- | ------------------------------ |
| CSFS (Sudamérica) (8 cupos)                                     | Colombia       | (Anfitrión) (3.er Puesto) 2017 |
| CSFS (Sudamérica) (8 cupos)                                     | Paraguay       | (4.to Puesto) 2017             |
| CSFS (Sudamérica) (8 cupos)                                     | Bolivia        |                                |
| CSFS (Sudamérica) (8 cupos)                                     | Chile          |                                |
| CSFS (Sudamérica) (8 cupos)                                     | Ecuador        |                                |
| CSFS (Sudamérica) (8 cupos)                                     | Perú           |                                |
| CSFS (Sudamérica) (8 cupos)                                     | Uruguay        |                                |
| CSFS (Sudamérica) (8 cupos)                                     | Venezuela      |                                |
| AFEFS (Europa) (2 cupos)                                        | Cataluña       |                                |
| AFEFS (Europa) (2 cupos)                                        | Francia        |                                |
| CONCACFUTSAL (Norteamérica, Centroamérica y El Caribe) (1 cupo) | Canadá         |                                |
| CONCACFUTSAL (Norteamérica, Centroamérica y El Caribe) (1 cupo) | Estados Unidos |                                |
| OFC (Oceanía) (1 cupo)                                          | Australia      |                                |

- Originalmente  Estados Unidos estaba previamente clasificado y sorteado en la fase de grupos; sin embargo, por motivos administrativos, se retiró de la competición y la AMF escogió a  Ecuador como su reemplazo.

- La FEF ya no está afiliada a la AMF y por esa razón nació una nueva organización llamada AFEFS (Asociación de Federaciones Europeas de Fútbol de Salón) quien será el órgano rector mayor de Europa avalados y respaldados por el Futsal AMF.

## Sorteo
El sorteo de los grupos se llevó a cabo el 10 de octubre del 2022 y los 12 equipos se dividieron en tres grupos de cuatro equipos, con el anfitrión Colombia asignado automáticamente en la línea 1.
| Línea 1                    | Línea 2                            | Línea 3                 | Línea 4           |
| -------------------------- | ---------------------------------- | ----------------------- | ----------------- |
| Colombia Paraguay Cataluña | Venezuela Estados Unidos Australia | Francia Bolivia Uruguay | Canadá Perú Chile |

### Grupos
Tras el sorteo, los grupos quedaron de la siguiente manera:
| Grupo A                          | Grupo B                           | Grupo C                              |
| -------------------------------- | --------------------------------- | ------------------------------------ |
| Cataluña Venezuela Bolivia Chile | Colombia Australia Uruguay Canadá | Paraguay Estados Unidos Francia Perú |

- Originalmente  Estados Unidos estaba clasificado y fue encuadrado en el Grupo C. Sin embargo se retiró de la competición por motivos administrativos y  Ecuador fue seleccionado como su reemplazo.

Tras la ausencia de  Estados Unidos junto al reemplazo de  Ecuador los grupos quedaron de la siguiente manera.
| Grupo A                          | Grupo B                           | Grupo C                       |
| -------------------------------- | --------------------------------- | ----------------------------- |
| Cataluña Venezuela Bolivia Chile | Colombia Australia Uruguay Canadá | Paraguay Ecuador Francia Perú |

## Primera fase
- Los horarios corresponden a la hora de Colombia (UTC-5).
- Ítems: Pts: puntos; J: jugados; G: ganados; E: empatados; P: perdidos; GF: goles a favor; GC: goles en contra; Dif: diferencia de goles.

### Grupo A
| Grupo A   | Pts | J | G | E | P | GF | GC | Dif |
| --------- | --- | - | - | - | - | -- | -- | --- |
| Venezuela | 6   | 3 | 3 | 0 | 0 | 29 | 3  | +26 |
| Chile     | 3   | 3 | 1 | 1 | 1 | 18 | 9  | +9  |
| Cataluña  | 3   | 3 | 1 | 1 | 1 | 17 | 9  | +8  |
| Bolivia   | 0   | 3 | 0 | 0 | 3 | 1  | 44 | -43 |

| 24 de octubre de 2022 | Venezuela                                                                                                   | 18:0 (6:0) | Bolivia | Nuevo Coliseo Municipal de Mosquera, Mosquera, Cundinamarca |  |
| 15:00                 | Grecia Mendoza · Jeismar Cabezas · María Betancourt · Valeria Velázquez · Génesis Vegas · Génesis Fuentes · | Reporte    |         |                                                             |  |

| 24 de octubre de 2022 | Cataluña                                    | 3:3 (1:1) | Chile                                           | Nuevo Coliseo Municipal de Mosquera, Mosquera, Cundinamarca |  |
| 16:30                 | Ainoa Montoya · Iria Valero · Anna Burganya | Reporte   | Danae Guerrero · Sara Allendes · Brisa Alvarado |                                                             |  |

| 25 de octubre de 2022 | Cataluña    | 1:6 (0:2) | Venezuela                                                             | Nuevo Coliseo Municipal de Mosquera, Mosquera, Cundinamarca |  |
| 15:00                 | Iria Valero | Reporte   | Glorimar Suárez · Corina Durante · Génesis Fuentes · María Betancourt |                                                             |  |

| 25 de octubre de 2022                                                                                       | Chile | 13:1 (7:0) | Bolivia     | Nuevo Coliseo Municipal de Mosquera, Mosquera, Cundinamarca |  |
| 16:30 | Javiera Garvizo · Catalina Ramírez · Sara Allendes · Nicole Mariñelarena · Steffany Hueicha · Bárbara Quezada · Pamela Llancapani | Reporte    | Karla Tapia |                                                             |  |
| Primera victoria y primera clasificación de Chile a cuartos de final en un mundial femenino de la categoría | |            |             |                                                             |  |

| 26 de octubre de 2022 | Cataluña                                                                                                  | 13:0 (6:0) | Bolivia | Nuevo Coliseo Municipal de Mosquera, Mosquera, Cundinamarca |  |
| 12:00                 | Berta Vilamala · Ainoa Montoya · Iria Valero · Júlia Ferrer · Alma Cruz · Corina Durante · Irina González | Reporte    |         |                                                             |  |

| 26 de octubre de 2022 | Venezuela                                              | 5:2 (2:2) | Chile                            | Nuevo Coliseo Municipal de Mosquera, Mosquera, Cundinamarca |  |
| 13:30                 | Francheska Palencia · Grecia Mendoza · Jeismar Cabezas | Reporte   | Brisa Alvarado · Bárbara Quezada |                                                             |  |

### Grupo B
| Grupo B   | Pts | J | G | E | P | GF | GC | Dif |
| --------- | --- | - | - | - | - | -- | -- | --- |
| Colombia  | 6   | 3 | 3 | 0 | 0 | 28 | 0  | +28 |
| Canadá    | 2   | 3 | 1 | 0 | 2 | 7  | 12 | -5  |
| Uruguay   | 2   | 3 | 1 | 0 | 2 | 4  | 13 | -9  |
| Australia | 2   | 3 | 1 | 0 | 2 | 4  | 18 | -14 |

| 24 de octubre de 2022                                              | Australia | 1:3 (0:3) | Uruguay                                              | Nuevo Coliseo Municipal de Mosquera, Mosquera, Cundinamarca |  |
| 18:30                                                              | Harveys   | Reporte   | Fernanda Rodríguez · Catherine López · Camila Monzón |                                                             |  |
| Primera victoria de Uruguay en un mundial femenino de la categoría |           |           |                                                      |                                                             |  |

| 24 de octubre de 2022 | Colombia                                               | 8:0 (5:0) | Canadá | Nuevo Coliseo Municipal de Mosquera, Mosquera, Cundinamarca |  |
| 20:00                 | Shandira Wright · Yurani Marcela Marín · Laura Becerra | Reporte   |        |                                                             |  |

| 25 de octubre de 2022                                             | Canadá                                                         | 5:1 (2:1) | Uruguay         | Nuevo Coliseo Municipal de Mosquera, Mosquera, Cundinamarca |  |
| 18:30                                                             | Keyla Moreno · Emily Tirabassi · Nicole Carvalho · Abby Elliot | Reporte   | Catherine López |                                                             |  |
| Primera victoria de Canadá en un mundial femenino de la categoría |                                                                |           |                 |                                                             |  |

| 25 de octubre de 2022 | Colombia | 13:0 (5:0) | Australia | Nuevo Coliseo Municipal de Mosquera, Mosquera, Cundinamarca |  |
| 20:00                 | Laura Becerra · Yurani Marcela Marín · Shandira Wright · Laura Tamayo · Johanna Jiménez · Yenni López · Estefanía Benito | Reporte    |           |                                                             |  |

| 26 de octubre de 2022                                                                     | Australia                   | 3:2 (1:2) | Canadá                            | Nuevo Coliseo Municipal de Mosquera, Mosquera, Cundinamarca |  |
| 18:30                                                                                     | Anotado · Anotado · Anotado | Reporte   | Nicole Carvalho · Emily Tirabassi |                                                             |  |
| Primera clasificación de Canadá a cuartos de final en un mundial femenino de la categoría |                             |           |                                   |                                                             |  |

| 26 de octubre de 2022                                                                     | Colombia                                                                                          | 7:0 (1:0) | Uruguay | Nuevo Coliseo Municipal de Mosquera, Mosquera, Cundinamarca |  |
| 20:00                                                                                     | Shandira Wright · Yurani Marcela Marín · Johanna Jiménez · Laura Téllez · Leidy Patricia Puchigay | Reporte   |         |                                                             |  |
| Primera clasificación de Uruguaya cuartos de final en un mundial femenino de la categoría |                                                                                                   |           |         |                                                             |  |

### Grupo C
| Grupo C  | Pts | J | G | E | P | GF | GC | Dif |
| -------- | --- | - | - | - | - | -- | -- | --- |
| Ecuador  | 6   | 3 | 3 | 0 | 0 | 19 | 6  | +13 |
| Paraguay | 4   | 3 | 2 | 0 | 1 | 17 | 4  | +13 |
| Perú     | 2   | 3 | 1 | 0 | 2 | 5  | 21 | -16 |
| Francia  | 0   | 3 | 0 | 0 | 3 | 5  | 15 | -10 |

| 24 de octubre de 2022                                              | Ecuador                                                                                       | 8:2 (1:1) | Francia                   | Nuevo Coliseo Municipal de Mosquera, Mosquera, Cundinamarca |  |
| 12:00                                                              | Kelly Bone · Alexandra Valdés · Ámbar Torres · María Bravo · Andrea Ochoa · Joselín Espinales | Reporte   | Asma Fourice · Inés Garba |                                                             |  |
| Primera victoria de Ecuador en un mundial femenino de la categoría |                                                                                               |           |                           |                                                             |  |

| 24 de octubre de 2022 | Perú | 0:11 (0:6) | Paraguay | Nuevo Coliseo Municipal de Mosquera, Mosquera, Cundinamarca |  |
| 13:30                 |      | Reporte    | Norma Florentín · Carolina Arévalo · Ana Chamorro · Gladys Erina · Mabel Gómez · Tamara Aquino · Ámbar Aranda |                                                             |  |

| 25 de octubre de 2022                                                                      | Paraguay                                   | 3:4 (2:1) | Ecuador                    | Nuevo Coliseo Municipal de Mosquera, Mosquera, Cundinamarca |  |
| 12:00                                                                                      | Luz Gómez · Ana Chamorro · Cinthya Arévalo | Reporte   | Ámbar Torres · María Bravo |                                                             |  |
| Primera clasificación a cuartos de final de Ecuador en un mundial femenino de la categoría |                                            |           |                            |                                                             |  |

| 25 de octubre de 2022                                           | Perú                              | 4:3 (2:2) | Francia                        | Nuevo Coliseo Municipal de Mosquera, Mosquera, Cundinamarca |  |
| 13:30                                                           | Estefany Mattos · Precia González | Reporte   | Maury Anlaviv · Greicy Depault |                                                             |  |
| Primera victoria de Perú en un mundial femenino de la categoría |                                   |           |                                |                                                             |  |

| 26 de octubre de 2022 | Paraguay                     | 3:0 (3:0) | Francia | Nuevo Coliseo Municipal de Mosquera, Mosquera, Cundinamarca |  |
| 15:00                 | Tamara Aquino · Ámbar Aranda | Reporte   |         |                                                             |  |

| 26 de octubre de 2022 | Ecuador                                                                                      | 7:1 (3:1) | Perú            | Nuevo Coliseo Municipal de Mosquera, Mosquera, Cundinamarca |  |
| 16:30                 | Alexandra Valdés · Ámbar Torres · Andrea Ochoa · Kelly Bone · Yesenya Vizuete · Natalia Lema | Reporte   | Precia González |                                                             |  |

## Mejores terceros
Los dos mejores de los terceros puestos avanzaron a la segunda ronda.
| Pos. | Equipo   | Gr | Pts | J | G | E | P | GF | GC | Dif |
| ---- | -------- | -- | --- | - | - | - | - | -- | -- | --- |
| 1.   | Cataluña | A  | 3   | 3 | 1 | 1 | 1 | 17 | 9  | +8  |
| 2.   | Uruguay  | B  | 2   | 3 | 1 | 0 | 2 | 4  | 13 | -9  |
| 3.   | Perú     | C  | 2   | 3 | 1 | 0 | 2 | 5  | 21 | -16 |

## Reclasificación 9.º - 12.º puesto
Esta es una tabla de estadística que se usó con el fin de determinar los enfrentamientos y los partidos entre los equipos que quedaron eliminados en fase de grupos. 
La selección que ocupó el noveno lugar se enfrentó contra el equipo que ocupó la décima casilla, mientras que el conjunto que quedó en la decimoprimera posición jugó ante aquel que se ubicó en el decimosegundo puesto.

### Tabla de eliminados
| N.º | Equipo    | Gr | Pts | J | G | E | P | GF | GC | Dif |
| --- | --------- | -- | --- | - | - | - | - | -- | -- | --- |
| 9   | Australia | B  | 2   | 3 | 1 | 0 | 2 | 4  | 18 | -14 |
| 10  | Perú      | C  | 2   | 3 | 1 | 0 | 2 | 5  | 21 | -16 |
| 11  | Francia   | C  | 0   | 3 | 0 | 0 | 3 | 5  | 15 | -10 |
| 12  | Bolivia   | A  | 0   | 3 | 0 | 0 | 3 | 1  | 44 | -43 |

Bajo esta lógica los enfrentamientos son los siguientes:
Partido por el 9° y 10° puesto
- 4B vs. 3C  Australia vs.  Perú

Partido por el 11° y 12 puesto
- 4C vs. 4A  Francia vs.  Bolivia

## Fase final

### Cuadro general
|  | Quinto puesto  | Quinto puesto  |          |   | Play-Offs 5.º - 8.º puesto | Play-Offs 5.º - 8.º puesto |           |    | Cuartos de final | Cuartos de final |          |       | Semifinales   | Semifinales   |  |  | Final | Final |
|  |                |                |          |   |                            |                            |           |    |                  |                  |          |       |               |               |  |  |       |       |
|  |                |                |          |   |                            |                            |           |    |                  |                  |          |       |               |               |  |  |       |       |
|  |                |                |          |   |                            |                            |           |    |                  |                  |          |       |               |               |  |  |       |       |
|  |                |                |          |   |                            |                            |           |    | Venezuela        | 2                |          |       |               |               |  |  |       |       |
|  |                |                |          |   |                            |                            |           |    | Venezuela        | 2                |          |       |               |               |  |  |       |       |
|  |                |                | Uruguay  | 1 |                            |                            |           |    |                  |                  |          |       |               |               |  |  |       |       |
|  |                | Uruguay        | Uruguay  | 1 | 1                          |                            |           |    |                  | Venezuela        | 0        |       |               |               |  |  |       |       |
|  |                |                |          |   | 1                          |                            |           |    |                  | Venezuela        | 0        |       |               |               |  |  |       |       |
|  |                |                | Paraguay | 2 |                            |                            | Colombia  | 6  |                  |                  |          |       |               |               |  |  |       |       |
|  | Colombia       | 9              | Paraguay | 2 |                            |                            | Colombia  | 6  |                  |                  |          |       |               |               |  |  |       |       |
|  | Colombia       | 9              |          |   |                            |                            |           |    |                  |                  |          |       |               |               |  |  |       |       |
|  |                |                | Paraguay | 0 |                            |                            |           |    |                  |                  |          |       |               |               |  |  |       |       |
|  | Paraguay       | 3 (3)          | Paraguay | 0 |                            |                            | Colombia  | 12 |                  |                  |          |       |               |               |  |  |       |       |
|  | Paraguay       | 3 (3)          |          |   |                            |                            | Colombia  | 12 |                  |                  |          |       |               |               |  |  |       |       |
|  | Ecuador (p.)   | 3 (4)          |          |   | Canadá                     | 0                          |           |    |                  |                  |          |       |               |               |  |  |       |       |
|  | Ecuador (p.)   | 3 (4)          | Ecuador  | 6 | Canadá                     | 0                          |           |    |                  |                  |          |       |               |               |  |  |       |       |
|  |                |                | Ecuador  | 6 |                            |                            |           |    |                  |                  |          |       |               |               |  |  |       |       |
|  |                |                | Cataluña | 8 |                            |                            |           |    |                  |                  |          |       |               |               |  |  |       |       |
|  | Séptimo puesto | Séptimo puesto | Cataluña | 8 | Ecuador (p.)               | 4 (2)                      |           |    |                  |                  | Cataluña | 2 (1) | Tercer puesto | Tercer puesto |  |  |       |       |
|  | Séptimo puesto | Séptimo puesto |          |   | Ecuador (p.)               | 4 (2)                      |           |    |                  |                  | Cataluña | 2 (1) | Tercer puesto | Tercer puesto |  |  |       |       |
|  |                |                |          |   | Chile                      | 4 (0)                      |           |    | Canadá (p.)      | 2 (2)            |          |       |               |               |  |  |       |       |
|  | Uruguay        | 2              | Chile    | 2 | Chile                      | 4 (0)                      | Venezuela | 3  | Canadá (p.)      | 2 (2)            |          |       |               |               |  |  |       |       |
|  | Uruguay        | 2              | Chile    | 2 |                            |                            | Venezuela | 3  |                  |                  |          |       |               |               |  |  |       |       |
|  | Chile          | 1              |          |   | Canadá                     | 6                          |           |    | Cataluña         | 0                |          |       |               |               |  |  |       |       |

### Noveno lugar
|  | Noveno puesto play-off |   |
|  |                        |   |
|  | 27 de octubre          |   |
|  |                        |   |
|  | Australia              | 6 |
|  | Australia              | 6 |
|  | Perú                   | 0 |
|  | Perú                   | 0 |

### Decimoprimer lugar
|  | Undécimo puesto play-off |   |
|  |                          |   |
|  | 27 de octubre            |   |
|  |                          |   |
|  | Francia                  | 7 |
|  | Francia                  | 7 |
|  | Bolivia                  | 0 |
|  | Bolivia                  | 0 |

### Cuartos de final
| 28 de octubre de 2022 | Venezuela                       | 2:1 (0:0) | Uruguay          | Nuevo Coliseo Municipal de Mosquera, Mosquera, Cundinamarca |  |
| 16:00                 | Glorimar Suárez · Génesis Vegas | Reporte   | Mariana González |                                                             |  |

| 28 de octubre de 2022 | Colombia                                                                                                | 9:0 (6:0) | Paraguay | Nuevo Coliseo Municipal de Mosquera, Mosquera, Cundinamarca |  |
| 20:00                 | Yurani Marcela Marín · Shandira Wright · Laura Becerra · Laura Téllez · Paola Estrada · Johanna Jiménez | Reporte   |          |                                                             |  |

| 28 de octubre de 2022 | Ecuador                                   | 6:8 (2:4) | Cataluña                                                     | Nuevo Coliseo Municipal de Mosquera, Mosquera, Cundinamarca |  |
| 18:00                 | Andrea Ochoa · María Bravo · Ámbar Torres | Reporte   | Berta Vilamala · Anna Burgaya · Corina Durante · Iria Valero |                                                             |  |

| 28 de octubre de 2022                                                                | Chile                               | 2:6 (1:3) | Canadá                                                                        | Nuevo Coliseo Municipal de Mosquera, Mosquera, Cundinamarca |  |
| 14:00                                                                                | Nicole Mariñelarena · Sara Allendes | Reporte   | Kalli Colwles · Emily Portcoss · Abby Elliot · Emily Tirabassi · Keyla Moreno |                                                             |  |
| Primera clasificación de Canadá a semifinales de un mundial femenino de la categoría |                                     |           |                                                                               |                                                             |  |

### Play-Offs 5.° - 8.° puesto
| 29 de octubre de 2022 | Uruguay         | 1:2 (0:2) | Paraguay                           | Nuevo Coliseo Municipal de Mosquera, Mosquera, Cundinamarca |  |
| 10:00                 | Fátima de Siano | Reporte   | Norma Florentín · Natalia Sanabria |                                                             |  |

| 29 de octubre de 2022 | Ecuador                                   | 4:4 (2:2) (2:0 p.) | Chile                                                           | Nuevo Coliseo Municipal de Mosquera, Mosquera, Cundinamarca |  |
| 12:00                 | María Bravo · Ámbar Torres · Andrea Ochoa | Reporte            | Javiera Garvizo · María Bravo · Bárbara Quezada · Sara Allendes |                                                             |  |

| Tiros desde el punto penal |                  |     |                |                 |
| Alexandra Valdés           | Acierto de penal | 1:0 | Fallo de penal | Sara Allendes   |
| Ámbar Torres               | Acierto de penal | 2:0 | Fallo de penal | Javiera Garvizo |

### Semifinales
| 29 de octubre de 2022 | Colombia                                                                                         | 6:0 (4:0) | Venezuela | Nuevo Coliseo Municipal de Mosquera, Mosquera, Cundinamarca |  |
| 17:00                 | Shandira Wright · Yurani Marcela Marín · Laura Téllez · Leidy Patricia Puchigay · Grecia Mendoza | Reporte   |           |                                                             |  |

| 29 de octubre de 2022                                                             | Cataluña                      | 2:2 (2:2, 2:1) (t. s.)(0:0 t. s.)(1:2 p.) | Canadá                         | Nuevo Coliseo Municipal de Mosquera, Mosquera, Cundinamarca |  |
| 14:30                                                                             | Berta Vilamala · Anna Burgoya | Reporte                                   | Emily Tirabassi · Keyla Moreno |                                                             |  |
| Primera clasificación de Canadá a la final de un mundial femenino de la categoría |                               |                                           |                                |                                                             |  |

| Tiros desde el punto penal |                  |     |                  |               |
| Ainoa Montoya              | Fallo de penal   | 0:0 | Fallo de penal   | Ashley Osorio |
| Iria Valero                | Fallo de penal   | 0:1 | Acierto de penal | Kalli Colwles |
| Berta Vilamala             | Acierto de penal | 1:2 | Acierto de penal | Keyla Moreno  |

### Undécimo puesto
| 27 de octubre de 2022 | Francia                                                             | 7:0 (3:0) | Bolivia | Nuevo Coliseo Municipal de Mosquera, Mosquera, Cundinamarca |  |
| 15:00                 | Anotado · Anotado · Anotado · Anotado · Anotado · Anotado · Anotado |           |         |                                                             |  |

### Noveno puesto
| 27 de octubre de 2022 | Australia                                                 | 6:0 (5:0) | Perú | Nuevo Coliseo Municipal de Mosquera, Mosquera, Cundinamarca |  |
| 17:00                 | Anotado · Anotado · Anotado · Anotado · Anotado · Anotado |           |      |                                                             |  |

### Séptimo puesto
| 30 de octubre de 2022 | Uruguay                      | 2:1 (1:1) | Chile            | Nuevo Coliseo Municipal de Mosquera, Mosquera, Cundinamarca |  |
| 10:00                 | Romina López · Camila Monzón | Reporte   | Estefany Gueicha |                                                             |  |

### Quinto puesto
| 30 de octubre de 2022 | Paraguay                                 | 3:3 (2:3) (3:4 p.) | Ecuador                     | Nuevo Coliseo Municipal de Mosquera, Mosquera, Cundinamarca |  |
| 12:00                 | Luz Gómez · Érika Rotela · Tamara Aquino | Reporte            | Andrea Ochoa · Ámbar Torres |                                                             |  |

| Tiros desde el punto penal |                  |     |                  |                  |
| Cinthya Arévalo            | Acierto de penal | 1:1 | Acierto de penal | Ámbar Torres     |
| Ámbar Aranda               | Acierto de penal | 2:1 | Fallo de penal   | Alexandra Valdés |
| Érika Rotela               | Fallo de penal   | 2:2 | Acierto de penal | Andrea Ochoa     |
| Cinthya Arévalo            | Acierto de penal | 3:3 | Acierto de penal | Ámbar Torres     |
| Ámbar Aranda               | Fallo de penal   | 3:4 | Acierto de penal | Alexandra Valdés |

### Tercer puesto
| 30 de octubre de 2022 | Venezuela                                     | 3:0 (2:0) | Cataluña | Nuevo Coliseo Municipal de Mosquera, Mosquera, Cundinamarca |  |
| 14:30                 | Berta Vilamala · Jeismar Cabezas · Marta Páez | Reporte   |          |                                                             |  |

### Final
| 30 de octubre de 2022 | Colombia | 12:0 (2:0) | Canadá | Nuevo Coliseo Municipal de Mosquera, Mosquera, Cundinamarca |                                |
| 17:00 | Laura Becerra · Shandira Wright · Paola Estrada · Laura Téllez · Johanna Jiménez · Laura Tamayo · Every Keles | Reporte    |        | Asistencia: 3.700 espectadores                              | Asistencia: 3.700 espectadores |
| Está es la final más abultada y con la mayor cantidad de goles de un mundial de la AMF tanto en la categoría femenina y es la final más abultada del fútbol de salón en general. | |            |        |                                                             |                                |

|                              |
| Bandera de Colombia          |
| Campeón Colombia 2.do Título |

## Medallero
|          |        |           |
| Colombia | Canadá | Venezuela |

## Tabla General
| Pos. | Equipo    | Pts | J | G | E | P | GF | GC | Dif. | Rend. |
| ---- | --------- | --- | - | - | - | - | -- | -- | ---- | ----- |
| 1    | Colombia  | 12  | 6 | 6 | 0 | 0 | 55 | 0  | +55  | 100%  |
| 2    | Canadá    | 5   | 6 | 2 | 1 | 3 | 15 | 28 | -13  | 58,3% |
| 3    | Venezuela | 10  | 6 | 5 | 0 | 1 | 34 | 10 | +24  | 83,3% |
| 4    | Cataluña  | 6   | 6 | 2 | 2 | 2 | 27 | 20 | +7   | 50%   |
| 5    | Ecuador   | 8   | 6 | 3 | 2 | 1 | 32 | 21 | +11  | 66,6% |
| 6    | Paraguay  | 7   | 6 | 3 | 1 | 2 | 22 | 17 | +5   | 58,3% |
| 7    | Uruguay   | 4   | 6 | 2 | 0 | 4 | 8  | 18 | -10  | 33,3% |
| 8    | Chile     | 4   | 6 | 1 | 2 | 3 | 25 | 21 | +4   | 33,3% |
| 9    | Australia | 4   | 4 | 2 | 0 | 2 | 10 | 18 | -8   | 50%   |
| 10   | Perú      | 2   | 4 | 1 | 0 | 3 | 5  | 27 | -22  | 25%   |
| 11   | Francia   | 2   | 4 | 1 | 0 | 3 | 12 | 15 | -3   | 25%   |
| 12   | Bolivia   | 0   | 4 | 0 | 0 | 4 | 1  | 51 | -50  | 0%    |

## Premios y reconocimientos

### Goleadoras
| Jugador                         | Equipo    | Goles |
| ------------------------------- | --------- | ----- |
| Shandira Wright                 | Colombia  | 16    |
| Yurani Marín                    | Colombia  | 11    |
| Laura Becerra                   | Colombia  | 11    |
| Ámbar Torres                    | Ecuador   | 11    |
| Andrea Ochoa                    | Ecuador   | 10    |
| Jeismar Cabeza                  | Venezuela | 9     |
| Berta Vilamala                  | Cataluña  | 8     |
| Sara Allendes                   | Chile     | 6     |
| Javiera Garvizo                 | Chile     | 6     |
| Camila Monzón                   | Uruguay   | 6     |
| Cinthia Arévalo                 | Paraguay  | 5     |
| Valeria Velázquez               | Venezuela | 4     |
| Grecia Mendoza                  | Venezuela | 4     |
| María de los Ángeles Betancourt | Venezuela | 3     |

### Valla menos vencida
| Jugador                                                                    | Selección | Goles |
| -------------------------------------------------------------------------- | --------- | ----- |
| Leidy Patricia Puchigay Gamba, Gledys Bello Terán y Yeni Jazmín Ríos Vivas | Colombia  | 0     |
| Gladis Córdoba                                                             | Venezuela | 10    |
| Leslie Van Khaan                                                           | Francia   | 15    |

### Mejor jugadora del torneo
| Jugadora        | Selección |
| --------------- | --------- |
| Shandira Wright | Colombia  |